# Иешива-университет
Иеши́ва-университе́т (англ. Yeshiva University) — одно из старейших и крупнейших еврейских высших учебных заведений и основной учебный центр ортодоксального иудаизма в США (Нью-Йорк).

## История
Первая составляющая университета — иешива «Эц-Хаим» — была создана в 1886 году. В 1896 году выпускники «Эц-Хаим» основали и в 1897 году зарегистрировали новую иешиву, назвав её в честь рабби Ицхака Элханана Спектора. Одним из первых глав иешивы были р. Моше Соловейчик (1876—1941) и р. Бернард Ревель. После смерти Моше Соловейчика пост главы иешивы занял его сын — р. Йосеф Дов Соловейчик.
В 1928 году учреждение получило статус колледжа, а в 1945 году — университета.
В состав университета входят, помимо ортодоксальной семинарии, присваивающей своим выпускникам звание раввина, несколько отделений, готовящих специалистов в области точных, естественных и гуманитарных наук: математики, физики, права, педагогики, психологии, социальной работы, семитологии и медицины (колледж имени Альберта Эйнштейна).